# 골리앗 (드라마)
《골리앗》(Goliath)은 2016년 10월 13일부터 2021년 9월 24일까지 프라임 비디오를 통해 공개된 드라마 시리즈이다.

## 출연
- 빌리 밥 손턴
- 윌리엄 허트
- 마리아 벨로
- 올리비아 설비
- 니나 아리안다
- 몰리 파커
- 타니아 레이먼드
- 세라 윈터
- 브리튼 돌턴
- 아나 데라레게라
- 매튜 델 니그로
- 모리스 체스트넛
- 마크 듀플래스
- 데니스 퀘이드
- 에이미 브레너먼
- 보 브리지스
- 셔미어 앤더슨
- 그레이엄 그린
- 줄리아 존스
- J. K. 시먼스
- 제나 멀론
- 제프리 애런드
- 브루스 던